# Pseudodicliptera coursii
Pseudodicliptera coursii är en akantusväxtart som beskrevs av Raymond Benoist. Pseudodicliptera coursii ingår i släktet Pseudodicliptera och familjen akantusväxter. Inga underarter finns listade i Catalogue of Life.